# Me declaro culpable
Me declaro culpable (lit. Me Declaro Culpada) é uma telenovela mexicana produzida por Angelli Nesma Medina para Televisa e foi exibida pelo Las Estrellas de 6 de novembro de 2017 a 28 de janeiro de 2018, substituindo En tierras salvajes e sendo substituída por Hijas de la luna.
A trama é uma adaptação da novela argentina Por amarte así, produzida pela Telefe em 2016.
Protagonizada por Mayrín Villanueva, Juan Soler, co-protagonista de Juan Diego Covarrubias e Irina Baeva, e antagonizada por Daniela Castro, Pedro Moreno, Sabine Moussier, Ramiro Fumazoni e Alejandra García e primeiro ator de Enrique Rocha.
Na madrugada do dia 11 de novembro de 2017, os atores estavam voltando após várias cenas gravadas em Cuernavaca, quando o carro bateu em uma carreta, deixando 5 feridos e 2 mortos, sendo eles a atriz Maru Dueñas e o diretor Claudio Reyes Rubio.

## Enredo
Esta é a história de uma mulher que tomou uma das decisões mais difíceis em seu caminho. A partir desse momento, o simples fato de viver converterá sua vida em um eterno pesadelo. Não se pode lutar contra o que o destino já escreveu. A vida de cada um dos personagens dessa telenovela tomará outro rumo por inesperados acontecimentos. A fé e o amor serão os motivos que os manterão de pé para seguir adiante.
Franco Urzúa (Juan Soler) é um prestigiado advogado com uma ampla trajetória cheia de êxitos quando a vida o delega o mais desafiador de seus casos: defender uma mulher, Alba (Mayrín Villanueva), que desconectou seu marido, doente terminal, dos aparelhos que o mantinha com vida. Javier (Marco Mendez), cansado da dor e sem nenhuma esperança, é quem pede a sua esposa, como sua última vontade, que o desconecte, em um ato de amor infinito e incondicional. Alba, como esposa fiel e completamente apaixonada, acata ao pedido. Porém, essa decisão custará sua liberdade, assim como ser julgada pelas leis e pela sociedade, que ainda não se encontram preparadas para aceitar completamente a eutanásia.
Franco, apesar de ser um advogado com dinheiro, fama e sucesso, tem uma vida vazia, já que seu casamento com Roberta (Daniela Castro), com o passar dos anos, se deteriorou e se converteu em uma relação sem amor. Franco aceita defender Alba, que está atrás das grades, pensando que irá encarar o mais desafiador caso de sua vida profissional, mas na realidade, será seu coração quem será desafiado.
Ao sair da cadeia, Alba tenta recuperar seu filho, Gabriel (Mikel Mateos), que vive baixo a tutela de sua cunhada, Ingrid (Sabine Moussier), quem a odeia por ter terminado com a vida de seu irmão. Ingrid fará até o impossível para que Alba volte para a cadeia.
Natalia (Irina Baeva), a filha de Franco e Roberta, é uma garota do bem e com valores. Franco se sente orgulhoso dela, mas isso poderia mudar em uma fração de segundos depois que Natalia, fugindo de seu namorado Julián (Pedro Moreno), que a droga com a intenção de cometer um estupro, atropela Paolo (Juan Diego Covarrubias), futebolista profissional, que acaba de realizar o sonho de sua vida: ir jogar na Europa após ser contratado pelo clube Barcelona.
Em consequência do acidente, Paolo acaba em uma cadeira de rodas para sempre. A partir dai, sua vida será completamente diferente. Natália quer enfrentar o que fez e contar tudo a seu pai, mas Julián e Roberta a irão impedir, intimidando a jovem alegando que ela perderá o amor de Franco. Natalia, temerosa, se cala e vive atormentada, carregando a culpa do que aconteceu, sem saber que Paolo, o homem por qual ela se apaixona perdidamente, é a pessoa que ela atropelou e abandonou no meio da rua, ao fugir por conselho de Julián. A verdade será a grande ameaça para o amor de Natalia e Paolo.
Roberta, que padece de bipolaridade, se sentirá ameaçada pela aproximação de Alba e Franco. Ela não se resigna a perder seu marido, a quem mantem a seu lado a custas de manipulações. Tudo piora quando Roberta descobre que Alba é sua meia irmã, a filha que seu pai, Mauro (Enrique Rocha), teve com outra mulher e, por causa disso, a mãe de Roberta se matou, causando um trauma que ela jamais conseguiu superar.
Apesar de tudo, mesmo tendo o mundo inteiro contra, Franco não irá se deter até devolver a liberdade a Alba, e a vida a seu próprio coração, lutando por dar a oportunidade de amar outra vez. Já Paolo e Natalia demonstrarão, ao largo da história, que o ódio e o amor são parte da mesma balança, sem saber qual lado inclinará no final.

## Elenco
- Daniela Castro - Roberta Monroy de Urzúa[3] / Roberta Monroy / Roberta Monroy de Castolo
- Mayrín Villanueva - Alba Castillo Téllez Vda. de Dueñas[4] / María Luisa Castillo Téllez, mãe de Alba
- Juan Soler - Franco Urzúa Lara[5]
- Juan Diego Covarrubias - Paolo Leiva Ruiz
- Irina Baeva - Natalia "La Neni" Urzúa Monroy[6]
- Pedro Moreno - Julián Soberón
- Sabine Moussier - Ingrid Dueñas López[7]
- Enrique Rocha - Mauro Monroy Lacherade
- Alejandro Ávila - Gael Ahumada[8]
- Ramiro Fumazoni - Tiziano Castolo
- Alejandra García - Katia Romo
- Lisset - Bianca Olmedo
- Margarita Magaña - Julieta Ruvalcaba
- Amairani - Luciana
- Arlette Pacheco - Enriqueta "Queta" Ruiz
- Alejandro Aragón - Raúl
- Ricardo Vera - Dr. Mendizábal
- Mariano Palacios - Dante[9]
- Ramsés Alemán - Emanuel
- Bibelot Mansur - Celia
- Amanda Libertad - Olga
- Mikel Mateos - Gabriel Dueñas Castillo
- Christian Vega - Pedro Ruvalcaba
- Marco Méndez - Javier Dueñas López
- Michelle Orozco - Valentina
- Miguel Herrera - Ele mesmo[10]
- Álvaro de Silva - Tomás
- Adriana Ahumada - Mía Zavala
- Fernanda Vizzuet - Lorena
- Carlos Said - Patricio
- Alfredo Alfonso - Dr. Molina
- Alondra Pavón - Médica
- Patricia Gallo - Prisioneira
- Ruth Rosas - Prisioneira
- Jorge de Marín - Gerente do hotel (capítulo 40)
- Marcela Morett - Guarda da prisão
- Ismael Larumbe - Juiz (capítulo 44)
- Eduardo Alcántara - Homem que localiza Gabriel e Mía
- Ana Paula Martínez - Roberta Monroy (menina)

## Produção
- As gravações da novela iniciaram em 24 de agosto de 2017 e foi concluída em 24 de janeiro de 2018.[11]

- No pacote de temas abordados estão a eutanásia,[12] a bipolaridade[3] e a esquizofrenia.[13]

- Para interpretar o protagonista masculino foram cotados Guy Ecker, Arturo Peniche[14] e Diego Olivera.[15]

- Marcou a volta do ator Juan Soler à Televisa. A última novela do ator na emissora foi Cuando me enamoro em 2010. Anteriormente ele havia antagonizado a telenovela Nada personal na Azteca.[16]

- Angelique Boyer e Maite Perroni foram cotadas para interpretar a protagonista juvenil da trama. Porém, Irina Baeva ficou com a personagem.[17]

## Audiência
| Horário             | # Eps. | Estreia               | Estreia           | Final                 | Final           | Posição | Temporada | Classificação geral |
| Horário             | # Eps. | Data                  | Primeiro capítulo | Data                  | Último capítulo | Posição | Temporada | Classificação geral |
| ------------------- | ------ | --------------------- | ----------------- | --------------------- | --------------- | ------- | --------- | ------------------- |
| Segunda—Sexta 19h30 | 61     | 6 de novembro de 2017 | 3.5               | 28 de janeiro de 2018 |                 | 45      | 2017      | 2.79                |

## Prêmios e nomeações

### Prêmios TVyNovelas 2018
| Categoria                   | Nomeado(a)                                                    | Resultado |
| --------------------------- | ------------------------------------------------------------- | --------- |
| Melhor telenovela           | Angelli Nesma Medina                                          | Indicado  |
| Melhor roteiro ou adaptação | Juan Carlos Alcalá, Rosa Salazar e Fermín Zuñiga              | Indicado  |
| Melhor vilã                 | Daniela Castro                                                | Venceu    |
| Melhor vilão                | Pedro Moreno                                                  | Indicado  |
| Melhor ator juvenil         | Juan Diego Covarrubias                                        | Indicado  |
| Melhor direção de cenas     | Sergio Cataño e Claudio Reyes                                 | Indicado  |
| Melhor elenco               | Angelli Nesma Medina                                          | Indicado  |
| Melhor tema musical         | Manuel Mijares, María José, Jaime Flores e Luis Carlos Monroy | Indicado  |